# 4231 Fireman
4231 Fireman је астероид главног астероидног појаса. Приближан пречник астероида је 13,28 ,
а средња удаљеност астероида од Сунца износи 2,260 астрономских јединица (АЈ).
Инклинација (нагиб) орбите у односу на раван еклиптике је 8,593 степени, а орбитални период износи 1241,206 дана (3,398 године). Ексцентрицитет орбите астероида износи 0,066.
Апсолутна магнитуда астероида износи 13,40 а геометријски албедо 0,043.
Астероид је откривен 11. новембра 1976. године.